# St. Michael (Albertshausen)
| St. Michael-Kirche, Albertshausen        |                    |
| , Die St.Michael-Kirche in Albertshausen |                    |
| Ort                                      | Albertshausen      |
| Konfession                               | römisch-katholisch |
| Diözese                                  | Bistum Würzburg    |
| Patrozinium                              | Erzengel Michael   |
| Baujahr                                  | 1757/1758          |
| Bautyp                                   | Saalkirche         |
| Funktion                                 |                    |

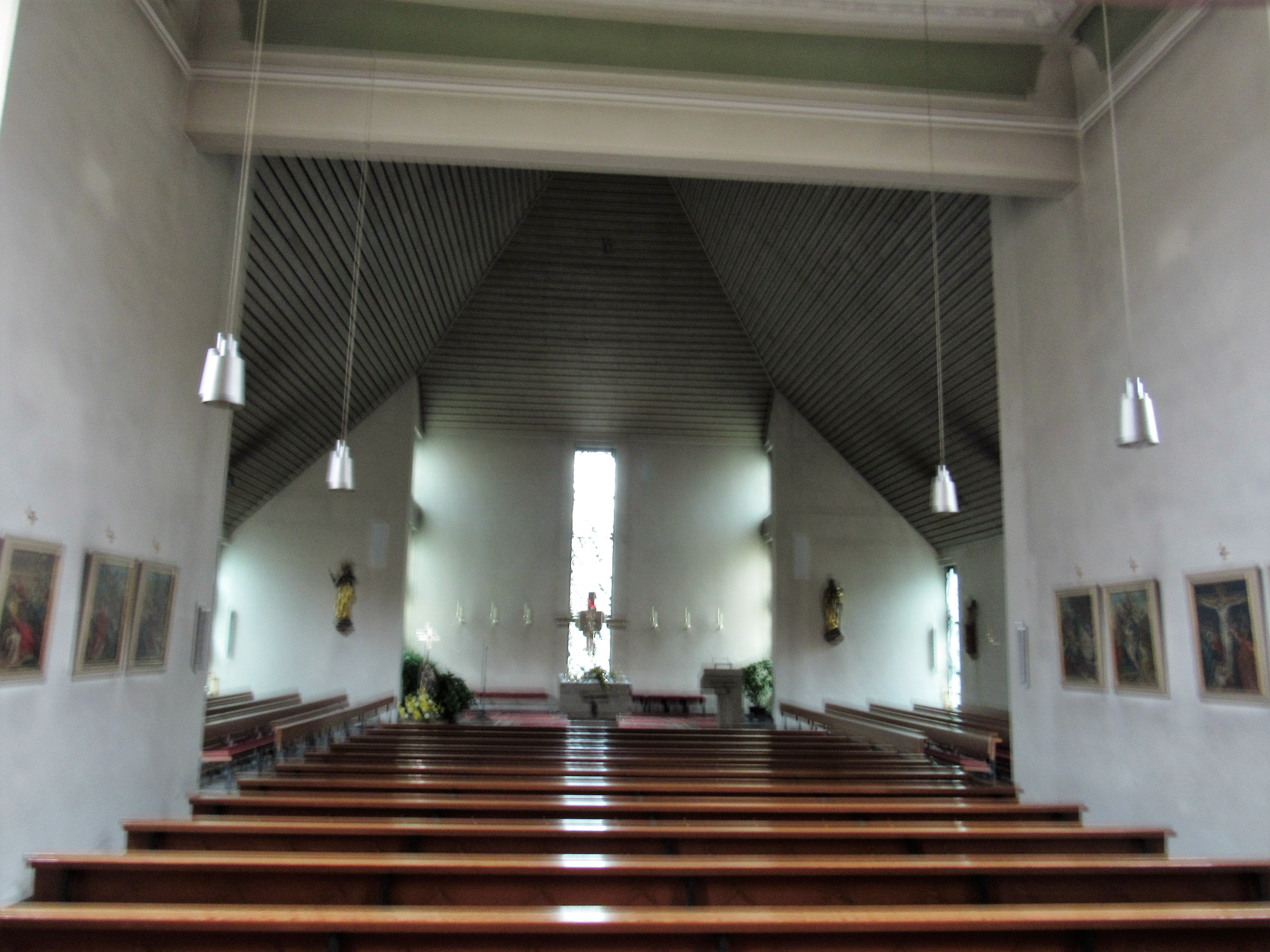
Innenraum der Kirche

Die in Albertshausen, einem Stadtteil der bayerischen Kurstadt Bad Kissingen im unterfränkischen Landkreis Bad Kissingen, befindliche St.-Michael-Kirche ist dem Erzengel Michael geweiht. Die Kirche gehört zu den Bad Kissinger Baudenkmälern und ist unter der Nummer D-6-72-114-137 in der Bayerischen Denkmalliste registriert.

## Geschichte
Eine am 10. Juni 1359 in Avignon ausgestellte Pergamenturkunde deutet auf die Existenz einer Maternuswallfahrtskapelle in „Alparshusen“ hin. Der genaue Standort der Kapelle im Ort ist nicht bekannt. Ebenso ist über die mögliche Existenz einer Kirche im Ort zu dieser Zeit nichts bekannt.
Die erste Kirche in Albertshausen ließ vermutlich der Würzburger Fürstbischof Julius Echter von Mespelbrunn im Jahre 1615 bauen, nachdem Albertshausen zunächst 1594 der Pfarrei Stralsbach (heute Ortsteil von Burkardroth) und 1612 der Pfarrei Oberthulba zugeteilt worden war. Dieser Kirchenbau erhielt zunächst den damals üblichen Julius-Echter-Turm als Chorturm.
Wegen Baufälligkeit der ersten Kirche wurde ab 1750 ein Neubau geplant und 1757/1758 auf den Grundmauern der ersten Kirche die heutige St.-Michaels-Kirche errichtet. Es wurde ein neues Langhaus mit drei Fensterachsen gebaut. Der
Kirchturm des bischöflichen Kirchenbaus wurde erhöht sowie die Turmspitze durch den heutigen Zwiebelturm ersetzt.
Im Jahr 1863 entstand die mechanische Schleifladenorgel der Kirche durch den Orgelbauer Wiedemann. Sie wurde im Jahr 1982 restauriert.
Im Jahr 1888 schuf Bildhauer Valentin Weidner drei neue Altäre; die vorherigen gingen in seinen Besitz über. Die Skulptur für den Kirchenpatron St. Michael am Hauptaltar ist identisch mit der entsprechenden, ebenfalls von Weidner stammenden Skulptur am Hauptaltar der St. Michaels-Kirche in Thundorf in Unterfranken, wobei letztere jedoch im doppelten Maßstab gefertigt ist.
Auf dem Friedhof der Kirche befindet sich ein Kriegerehrenmal für die Gefallenen und Vermissten des Ersten Weltkrieges. Das zentrale Flachrelief des aus Sand- und Kunststein bestehenden Denkmals zeigt einen sterbenden Krieger, der von einer Frau gehalten wird. Links und rechts neben dem Relief befinden sich Inschrifttafeln. Über dem Relief und den Inschrifttafeln befindet sich eine Sargimitation, auf deren Mitte ein Ehrenkreuz steht. Das im Jahr 1926 entstandene Denkmal stand ursprünglich im Garten der Albertshausenerstraße 11 und wurde im Jahr 1971 auf den Friedhof versetzt. Im Jahr 1985 wurde es renoviert.
Ökonomierat und Jagdpächter Carl Steinbach stiftete im Jahr 1933 eine vom Hausener Bildhauer Joseph Kirchner angefertigte Figur des Erzengels Michael, die zunächst an der Bildeiche bei Albertshausen angebracht wurde. Nachdem die Figur gestohlen wurde und in Fulda wieder auftauchte, kam sie in die St-Michaels-Kirche; an der Bildeiche befindet sich seitdem ein Kunststoffnachguss.
Im Jahr 1938 erhielt die Kirche eine elektrische Läuteanlage, im Jahr 1955 drei neue Glocken. Zusammen mit der alten Glocke von 1742 ergibt sich vermutlich ein Durgeläut mit den Tönen f´, g´, a´ und c´´.
Im Jahr 1968 wurde die Kirche unter Pfarrer Friedrich Zahn nach Plänen des Schweinfurter Architekten Emil Mai erweitert. Dabei wurde die Kirche nach Westen hin um einen modernen Neubau ergänzt. Dieser ist breiter als das Langhaus von 1757/58 und umfasst auch den neuen Chor. Der Chorraum im Untergeschoss des Kirchturms wurde zur Sakristei. Ferner wurden Weidners Altäre entfernt und im Speicher des Pfarrheims deponiert. Zwei davon sind noch vollständig erhalten, einer stellt das Heilige Grab, der andere eine Krippenszene dar. Die damalige Turmuhr der Kirche wurde entfernt und im Jahr 2006 durch eine neue Uhr an der Ostseite des Turms ersetzt. Die Kirche wurde von Weihbischof Alfons Kempf im Jahr 1969 erneut geweiht.
1988 wurden der Turm saniert und ein neuer Glockenstuhl eingebaut.
Im Jahr 2017 erfolgte eine weitere Renovierung der Kirche; sie begann im Juni 2017 und war kurz vor Weihnachten 2017 vollendet. In diesem Zusammenhang wurden Wände, Decken und der Steinfußboden renoviert, die Heizung erneuert, die Orgeln gereinigt, umfangreiche Elektroinstallationen vorgenommen, eine neue Lautsprecheranlage eingebaut, die Türen neu verglast sowie die Fenster und Lichtbänder gereinigt. Zudem wurde die St-Michael-Skulptur an einen Ehrenplatz ersetzt.